# 拉乌尔·蒂埃瑟兰
拉乌尔·蒂埃瑟兰（法語：Raoul Thiercelin，1898年3月12日—1988年3月1日），法国男子橄榄球运动员。他曾代表法国参加1920年夏季奥林匹克运动会橄榄球比赛，获得一枚银牌。